# Oei!
Oei! was een Vlaams komisch televisieprogramma, dat in 1989 werd uitgezonden op de BRT. Het programma bracht een opeenvolging van korte, vaak absurde, sketches. In elke aflevering gingen de sketches over een bepaald thema.
Acteurs waren onder meer Luk Wyns, Johny Voners, Loes Van den Heuvel, Frans Van der Aa, Anton Cogen, Marc Lauwrys, Ivo Pauwels, Jos Kennis, Frank Dingenen, Sjarel Branckaerts, Katrien Devos en Daan Hugaert.

## Afleveringen
| Afl. | Titel                   | Uitzenddatum      |
| ---- | ----------------------- | ----------------- |
| 1    | Oei, veel zieken!       | 9 september 1989  |
| 2    | Oei, veel liefs!        | 16 september 1989 |
| 3    | Oei, veel gevaar!       | 23 september 1989 |
| 4    | Oei, veel nette mensen! | 30 september 1989 |
| 5    | Oei, veel vanalles!     | 7 oktober 1989    |
| 6    | Oei, is het al gedaan?  | 14 oktober 1989   |
| 7    | Oei, veel extra!        | 21 oktober 1989   |

## Heruitzendingen
De reeks werd heruitgezonden door de VRT in 1991 en 1997, en was in 2020 opnieuw te zien op Eclips TV.